# Yvonne Loriod

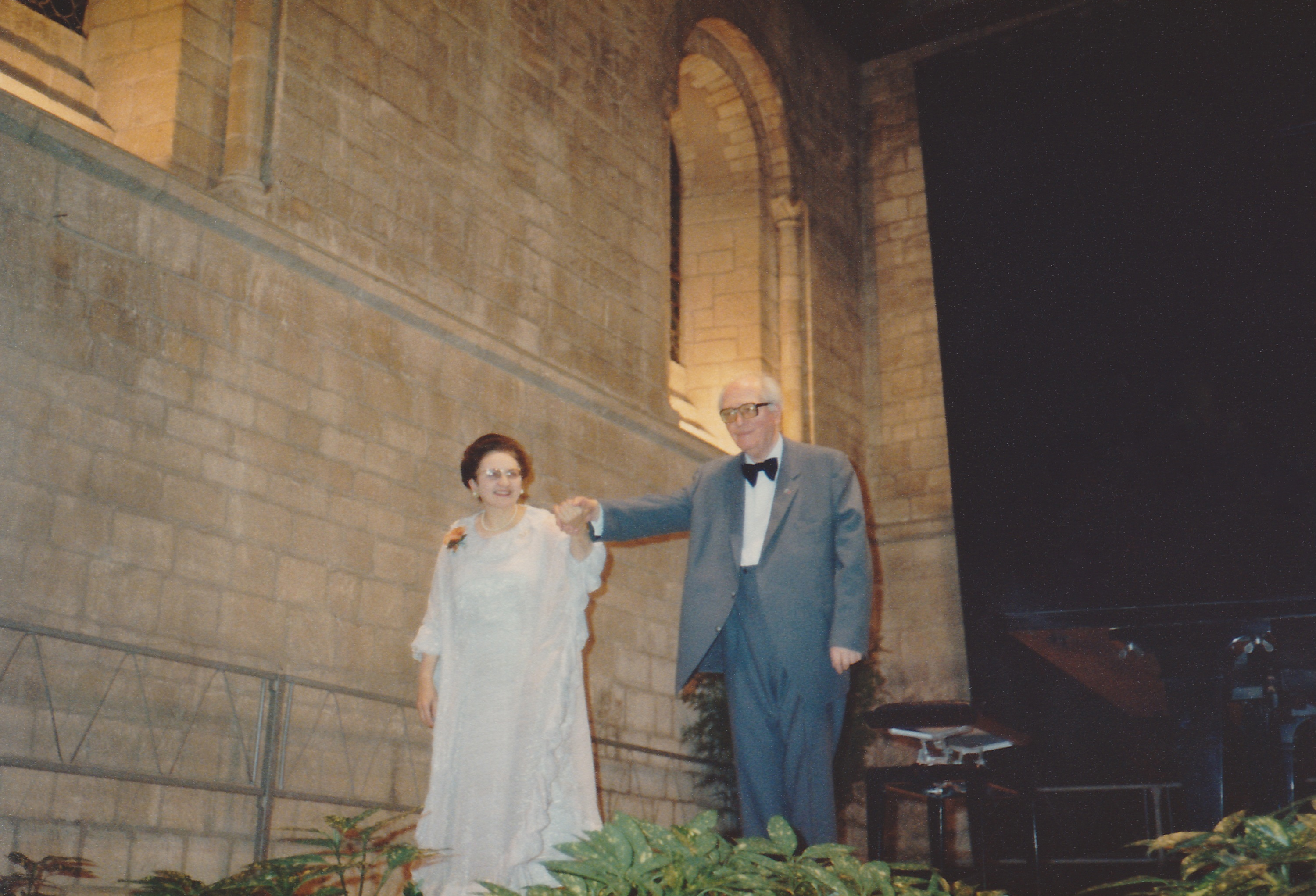
Yvonne Loriod und Olivier Messiaen 1982.

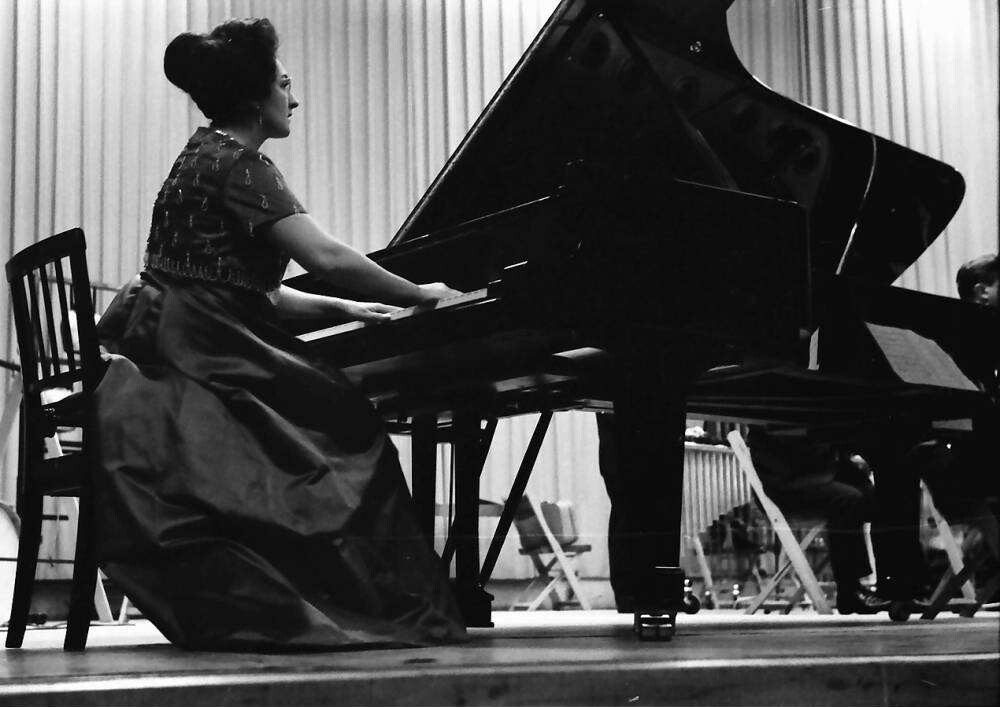
Yvonne Loriod am Flügel bei den Donaueschinger Musiktagen 1964.

Yvonne Loriod (* 20. Januar 1924 in Houilles bei Paris; † 17. Mai 2010 in Saint-Denis) war eine französische Pianistin und Komponistin.

## Leben
Bereits im Alter von 14 Jahren beherrschte die Pianistin Yvonne Loriod mit dem Wohltemperierten Klavier von Johann Sebastian Bach, allen 27 Klavierkonzerten von Wolfgang Amadeus Mozart, den 32 Sonaten für Klavier von Ludwig van Beethoven und dem Gesamtwerk von Frédéric Chopin ein außergewöhnlich umfangreiches Repertoire.
Sie studierte am Conservatoire de Paris, wo Darius Milhaud und Olivier Messiaen zu ihren Lehrern zählten. Hier erweiterte sie ihr Repertoire um Werke der Impressionisten wie Claude Debussy und Maurice Ravel. Loriod wandte sich auch konsequent zeitgenössischen Komponisten zu, so Arnold Schönberg, André Jolivet, Pierre Boulez und anderen.
Mit 25 Jahren wurde sie 1949 Professorin am Pariser Konservatorium. Sie war Solistin bei den französischen Erstaufführungen des ersten und des zweiten Klavierkonzerts von Béla Bartók. Konzertreisen führten sie in viele Metropolen Europas, nach Nordafrika sowie Nord- und Südamerika. 1958 wurde sie Professorin für Klavier an der Hochschule für Musik Karlsruhe. 1967 bis 1989 lehrte sie am Conservatoire de Paris. Daneben war sie auch bei den Darmstädter Ferienkursen und Donaueschinger Musiktagen aktiv.
1961 wurde Yvonne Loriod die zweite Ehefrau von Olivier Messiaen. Sie war die wichtigste und oftmals die erste Interpretin von Messiaens Werken für oder mit Klavier und verwaltete auch sein musikalisches Erbe. Ihre Schwester Jeanne Loriod (1928–2001) war als Ondes-Martenot-Virtuosin ebenfalls eng mit dem Werk Messiaens verbunden.
Yvonne Loriod starb 2010 in Saint-Denis.